# Сафиуллина, Гульзада Гумеровна
Гульзада Гумеровна Сафиуллина (тат. Гөлзадә Гомәр кызы Сафиуллина; род. 8 сентября 1946, Шека, Кзыл-Юлский район, Татарская АССР, РСФСР, СССР) — советская и российская татарская певица. Лауреат Премии комсомола Татарии имени Мусы Джалиля (1988). Народный артист Республики Татарстан (2001). Заслуженный артист Татарской ССР (1991). Заслуженный деятель искусств Автономной Республики Крым (2001).

## Биография
Гульзада Гумеровна Сафиуллина родилась 8 сентября 1946 года в селе Шека Кзыл-Юлского района Татарской АССР. Была четвёртым ребёнком в семье из восьми детей, четырёх сыновей и четырёх дочерей. Отец — участник советско-финской и Великой Отечественной войн; работал председателем колхоза, отсидел в тюрьме за случайно сгоревшую овчарню, после чего вернулся обратно в село. C детства пела и мечтала стать артисткой, давала импровизированные концерты в бане и в лесу для деревенских детей, однако эти увлечения не одобрялись отцом.
После седьмого класса школы по настоянию отца работала пастухом и дояркой в колхозе, параллельно окончила вечернюю среднюю школу в деревне Новый Кинер. Убежав из дома вопреки отцу, хотевшему выдать её поскорее замуж, приехала в Казань для продолжения образования. В 1965 году поступила в ветеринарный институт, который окончила в 1970 году. Во время учёбы занималась художественной самодеятельностью, научилась играть на музыкальных инструментах. После окончания института по распределению уехала в Узбекскую ССР, где три года проработала ветеринарным врачом на птицефабрике. Не оставив занятий искусством, училась режиссуре в Ташкентском театральном институте, параллельно организовала в Ташкенте татарский ансамбль «Дуслык», который выступал с концертами и спектаклями как в Узбекистане, так и в Татарстане. Также выступала в ансамбле песни и пляски «Яшьлек», втором татарском в Ташкенте, где дебютировала в качестве эстрадной певицы.
Приехав в Казань, прошла отбор в Татарскую государственную филармонию имени Г. Тукая для учёбы в Москве, однако не смогла поехать из-за противодействия директора, в институт культуры также не удалось поступить по возрасту. В 1973—1979 годах по приглашению Р. А. Сафиуллина работала солисткой-вокалисткой и ведущей концертных программ в Куйбышевской государственной филармонии, где стала профессиональной артисткой. В тот период им фактически было запрещено выступать в Татарстане из-за конфликта с местным руководством, однако Сафиуллины объездили практически всю страну, не пропустив ни одной татарской деревни. В 1980 году вернулась в Казань и поступила ведущей в филармонию, где работала в бригадах И. Г. Шакирова и А. А. Авзаловой. Не имея специального музыкального образования, овладела секретами музыкального исполнительства, навыками контроля дыхания, в частности, брала уроки пения у З. Г. Хисматуллиной. Тем не менее, выступать всё равно запрещали и в 1985 году Сафиуллина по приглашению Р. С. Мухаметзянова перешла в Татарский академический государственный театр оперы и балета имени М. Джалиля, где организовала собственную труппу, с которой проработала до 1990 года.
Вела активную концертную деятельность, выпускала собственные исполнительские программы, такие как «Кеше тавышы» (1983, на стихи Х. Аюпа), «Җыр өйрәтте мине хөр яшәргә» (1988), «Мәрһабә» (1994), «Әй, моң дарьясы, бер тамчың булсам иде» (1997), «И, туган телем, и, газиз җирем» (1998), «Минем җырым» (2001), «Үлемсез ил җыры» (2007), «Эй, киң төрки даласы» (2013). Обратившись к татарскому духовному наследию, стала подпольно записывать баиты и мунаджаты, в начале 1990-х годов представила первые записи народных песен-молитв в собственном исполнении. Сотрудничала с Академией наук Республики Татарстан, участвовала в фольклорных экспедициях, фиксировала старинные песни, баиты и мунаджаты в деревнях и районах, населённых татарами. Гастролировала и участвовала в фольклорно-песенных фестивалях в России и за рубежом, в частности, в Греции, Италии, Франции, Египте, Турции, Индии, Израиле, США, на Мальте и Кипре. Ныне является членом клуба ветеранов сцены «Илхамият» при Татарской филармонии. Критически оценивает положение современной татарской эстрады, сетует на отсутствие государственной поддержки для фольклорных ансамблей.
Репертуар Сафиуллиной включает в себя как песни татарских композиторов, так и татарские народные напевы, в том числе баиты и мунаджаты. Голос — драматическое и лирико-драматическое сопрано, сильно звучащее как во всём диапазоне, так и в среднем регистре с яркой мелодической окраской и лирико-эмоциональным тембром. В числе ряда других татарских певцов известна требовательным отношением к языковой и песенной культуре, к правильному ударению и произношению каждого слова. Не ориентируясь на внешние эффекты, деликатно и профессионально ведёт себя на сцене. Будучи мастером художественного слова, выступает в поддержку сохранения и большего распространения татарского языка. Обладает навыками драматической актрисы, умеет отождествлять себя с лирическим героем репертуара, доносить до слушателя суть исполняемого материала, те мысли, которые заложены в песенно-поэтическое произведение. Выступает в образе Сююмбике, сама шьёт себе концертную одежду, которую приближает к подобию национального костюма, модернизируя и возрождая его.
Активно выступает по радио и телевидению, ведёт большую работу по пропаганде духовного и художественного наследия татарского народа, национальной музыки, занимается музыкальным воспитанием, просвещением детей и молодёжи. В 1990-х годах активно участвовала в татарском национальном движении, поддерживала идею суверенитета, выступала и пела практически на каждом митинге. В 1995 году участвовала в организации в Ялте татарского национального общества татар «Акчура» и ансамбля «Чишмә». В 1999 году выступила инициатором проведения Международного тюрко-татарского фестиваля детского творчества «Наследники Сююмбике» («Сөембикә варислары») с целью содействия национальному воспитанию будущего поколения татар путём развития их эстетических взглядов и творческих способностей. Была организатором конкурсов, режиссеров выступлений, председателем жюри фистиваля, который проводился 11 раз, семь из которых в Крыму, четыре — в Казани. В 2002 году основала собственную студию звукозаписи «Гульзада», при которой функционирует детско-юношеский ансамбль «Рух».
В 1988 году стала лауреатом Премии комсомола Татарии имени М. Джалиля. В 1991 году удостоена звания заслуженной артистки Татарской ССР, а в 2001 году стала народной артистской Республики Татарстан. В том же году получила звание заслуженного деятеля искусств Автономной Республики Крым. Неоднократно выдвигалась на соискание Государственной премии Республики Татарстан имени Г. Тукая, в том числе «за создание цикла концертных программ, получивших общественное признание и внесших значительный вклад в развитие культуры и искусства». В 2016 году отметила 70-летний юбилей. Живёт в Казани и в Крыму, где владеет домом у моря.

## Награды
- Почётное звание «Народный артист Республики Татарстан» (2001 год)[1].
- Почётное звание «Заслуженный артист Татарской ССР» (1991 год)[9].
- Медаль «В память 1000-летия Казани» (2005 год)[1].
- Медаль «За доблестный труд» (2016 год) — за большой вклад в развитие музыкального искусства и плодотворную творческую деятельность[26].
- Премия комсомола Татарии имени Мусы Джалиля (1988 год) — за пропаганду национального музыкального искусства[23].
- Почётное звание «Заслуженный деятель искусств Автономной Республики Крым» (Украина, 2001 год) — за значительный вклад в развитие и пропаганду национальной татарской культуры в Автономной Республике Крым, активную деятельность в подготовке и проведении в Крыму III международного фестиваля детского творчества «Наследники Сююмбике»[27].

## Личная жизнь
От первого брака с Хазинуром Абубакировым есть дочь Резеда (род. 1968), кандидат филологических наук. Шесть лет прожила в браке с артистом Рифом Сафиуллиным (1937—1979), скончавшимся от сердечного приступа. В третьем браке состояла с композитором Рифом Гатауллиным, разошлись после шести лет совместной жизни. С начала 1990-х годов стала приобшаться к исламу, трижды ходила в хадж, каждый день читает намаз. Увлекается философскими практиками, звуковыми и дыхательными упражнениями, полагая, что музыка может быть лечебной.